# Espérquio
Espérquio (em latim: Sperchius) foi um oficial romano do século IV, ativo durante o reinado do imperador Honório (r. 395–423). Pouco se sabe sobre ele, exceto que era um homem ilustre e que teria exercido em 397 a função de conde da fortuna privada, ou seja, o tesoureiro do tesouro pessoal do imperador. Segundo duas epístolas de Quinto Aurélio Símaco, Espérquio esteve preocupado com uma reivindicação pela res privata para a casa de Públio Ampélio, mas para Símaco ele não era pessoalmente erudito.